# Talbot-Lago T26C
La Talbot-Lago T26C est une monoplace de Formule 1 à moteur atmosphérique (6 cylindres en ligne, 4 482 cm3), créée en 1948 par la firme Talbot-Lago en remplacement de la Talbot T150C (née en 1936). Moins puissante que ses concurrentes italiennes suralimentées (Alfa Romeo 158, Maserati 4CLT-48, Ferrari 125), cette voiture très homogène s'est néanmoins montrée une concurrente redoutable grâce à sa remarquable sobriété, lui permettant d'accomplir cinq cents kilomètres sans ravitailler. Elle a notamment remporté le Grand Prix de Belgique 1949 avec Louis Rosier et le Grand Prix de France cette même année aux mains de Louis Chiron, qui s'était déjà imposé en 1947 avec une T26. En 1950 la version Grand Sport (GS) gagna les 24 Heures du Mans avec Louis Rosier et son fils Jean-Louis, et ensuite la première édition des 12 Heures de Casablanca en 1952, avec Charles Pozzi et Lucien Vincent.
Fin 1949 apparut la version double allumage (T26C-DA), d'une puissance de l'ordre de 275 à 280 chevaux. Cette version disputera le Championnat du monde de Formule 1 1950, devenant ainsi la première voiture française à participer : elle permit à Louis Rosier de terminer quatrième au classement général et de remporter les Grands Prix d'Albi et des Pays-Bas (tous deux hors championnat) cette même année.
Douze châssis ont été construits. Le dernier était destiné à Robert Brunet.

## À noter
- Origine de la désignation T26C : T pour Talbot, 26 pour 26 chevaux fiscaux (suivant la fiscalité française en vigueur à l'époque) et C pour Course[2].
- Sur la même base (châssis et moteur) fut réalisée la T26 GS, modèle de sport à deux places ayant notamment remporté les 24 Heures du Mans 1950.
- Durant les années 1950, José Meiffret bat à plusieurs reprises le record de vitesse à bicyclette sur terrain plat et derrière abri derrière une Talbot-Lago (en approchant même les 200 km/h).